# راي براون (لاعب كرة قدم أمريكية أمريكي)
راي براون (بالإنجليزية: Ray Brown)‏ هو لاعب كرة قدم أمريكية أمريكي، ولد في 7 سبتمبر 1936 في كلاركسديل في الولايات المتحدة، وتوفي في 25 ديسمبر 2017.

## وصلات خارجية
- راي براون على موقع مرجع كرة القدم المحترفة.كوم (الإنجليزية)